# Manifestations de 2019-2021 au Liban

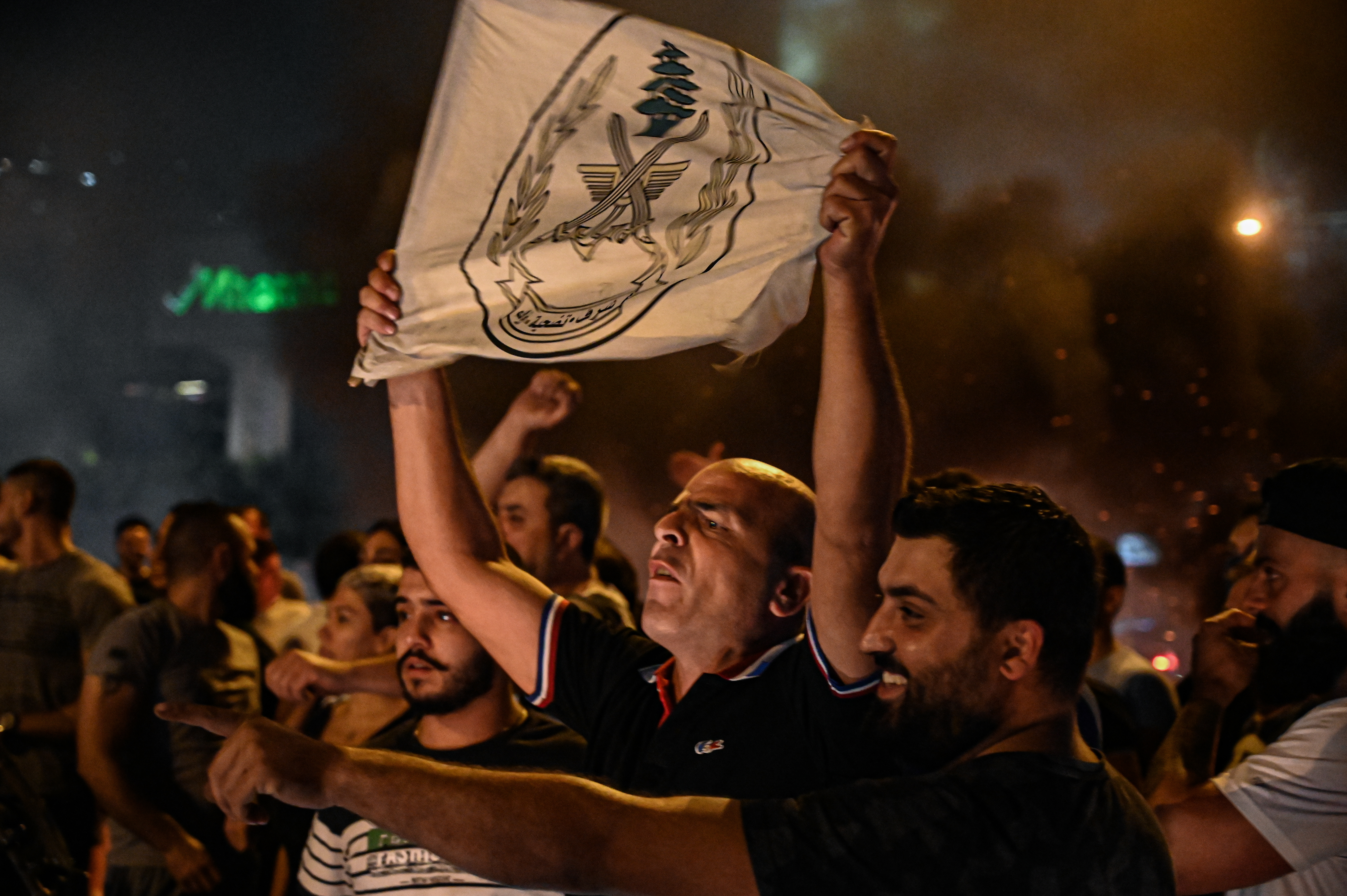
Manifestation

Les manifestations libanaises de 2019-2021, appelées aussi Thaoura (en arabe : ثورة : révolution), sont une série de protestations au niveau national, en réponse à l’échec du gouvernement à trouver une solution à la crise économique qui menace le Liban depuis près d’un an. Les contestations interviennent directement après l’annonce de nouveaux impôts sur l’essence, le tabac et les appels en ligne par le biais d’applications comme WhatsApp,,,,,.
Treize jours après le début du mouvement, le président du Conseil des ministres Saad Hariri annonce sa démission et celle de son gouvernement.

## Contexte

### Inspiration directe
Le mouvement a été influencé par le Hirak algérien, en cours depuis le mois de février 2019. Les manifestants ont des revendications proches, dont notamment le départ de la classe politique.

### Contexte libanais
Les protestations sont notamment la conséquence de la situation économique et sociale, dans un pays où 7 milliardaires possèdent 13,3 milliards de dollars, soit dix fois plus que 50 % de la population à revenu modeste. Les 1 % les plus riches, soit 42 000 personnes, possèdent 58 % de la richesse de l’ensemble de la population. La population, en particulier les classes modestes, est exposée aux pénuries d’eau potable et d’électricité, ainsi qu'au chômage et à la hausse des prix. La corruption est endémique et les infrastructures publiques en déliquescence. L'économie libanaise est aussi fragilisée par les sanctions américaines visant le Hezbollah.
La journaliste Livia Perosino relève que « le manque d’un système étatique fonctionnel fait de l’argent un moyen fondamental pour « s’acheter » de meilleures conditions de vie : payer pour un générateur plus efficace, pour un purificateur de l’air, pour une meilleure connexion internet. L’absence presque absolue d’un système de sécurité sociale fait que, si l’on est pauvre, il ne faut surtout pas tomber malade. Cependant 1,5 million de personnes, environ un tiers de la population, vit avec moins de 4$ par jour. Le chômage est estimé à 25 %, et atteint 37 % si l’on considère la population en dessous de 25 ans.»
Dans un contexte de crise économique (croissance du PIB de 0,2 % en 2019, dette publique évaluée à 150 % du PIB, taux de chômage élevé, etc), le Premier ministre annonce en avril 2019 des mesures d'austérité « sans précédent » : gel des recrutements dans la fonction publique, suspension des départs à la retraite anticipés, baisse des aides scolaires aux enfants des fonctionnaires, taxe mensuelle de 1,5 % sur la pension des retraités de l'armée, hausse de la TVA, etc.

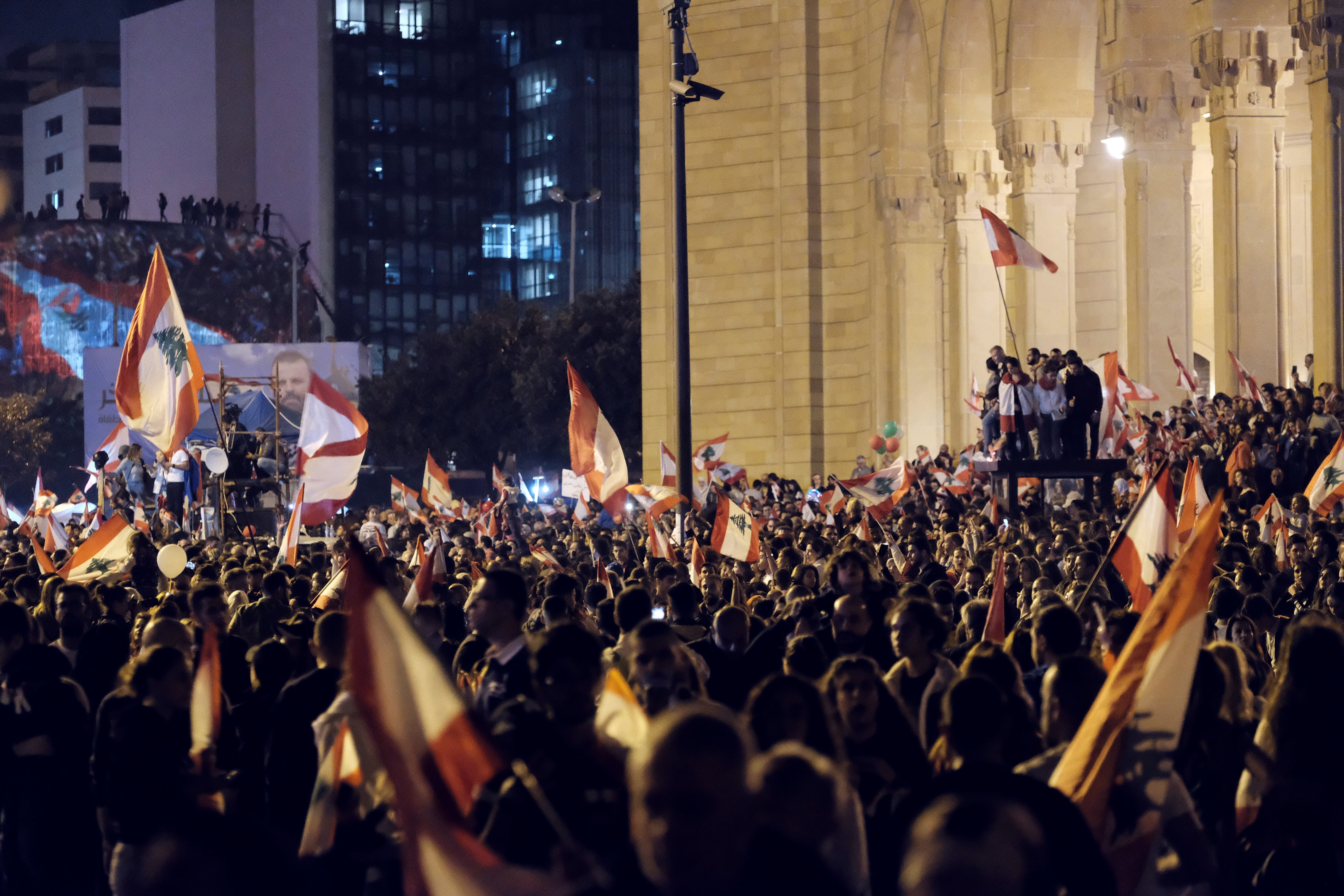
Beyrouth, 22 novembre 2019.

L'historien Saïd Chaaya souligne que le confessionnalisme a « empêché de proposer un modèle social, économique et politique à substituer à celui existant aujourd’hui. » Il ajoute qu'au vu des événements antérieurs au 17 octobre 2019, « la révolte commence théoriquement et symboliquement en février 2019 avec la mort de Georges Zreik, qui s’est immolé faute de pouvoir payer la scolarité onéreuse de sa fille dans une école chrétienne. Ce geste a sonné le glas du féodalisme clérical et de ses privilèges moyenâgeux, car il disparaîtra bon gré mal gré avec le système de corruption, dont il a su profiter et qu’il a si longtemps défendu et soutenu. »
Beaucoup de Libanais ont également été choqués par l'apathie des autorités devant les incendies massifs qui se sont déclenchés au début du mois d'octobre. Les hélicoptères anti-feux de forêts n’avaient pas même décollé, étant inopérants en raison d'un défaut de maintenance,.

## Contestations

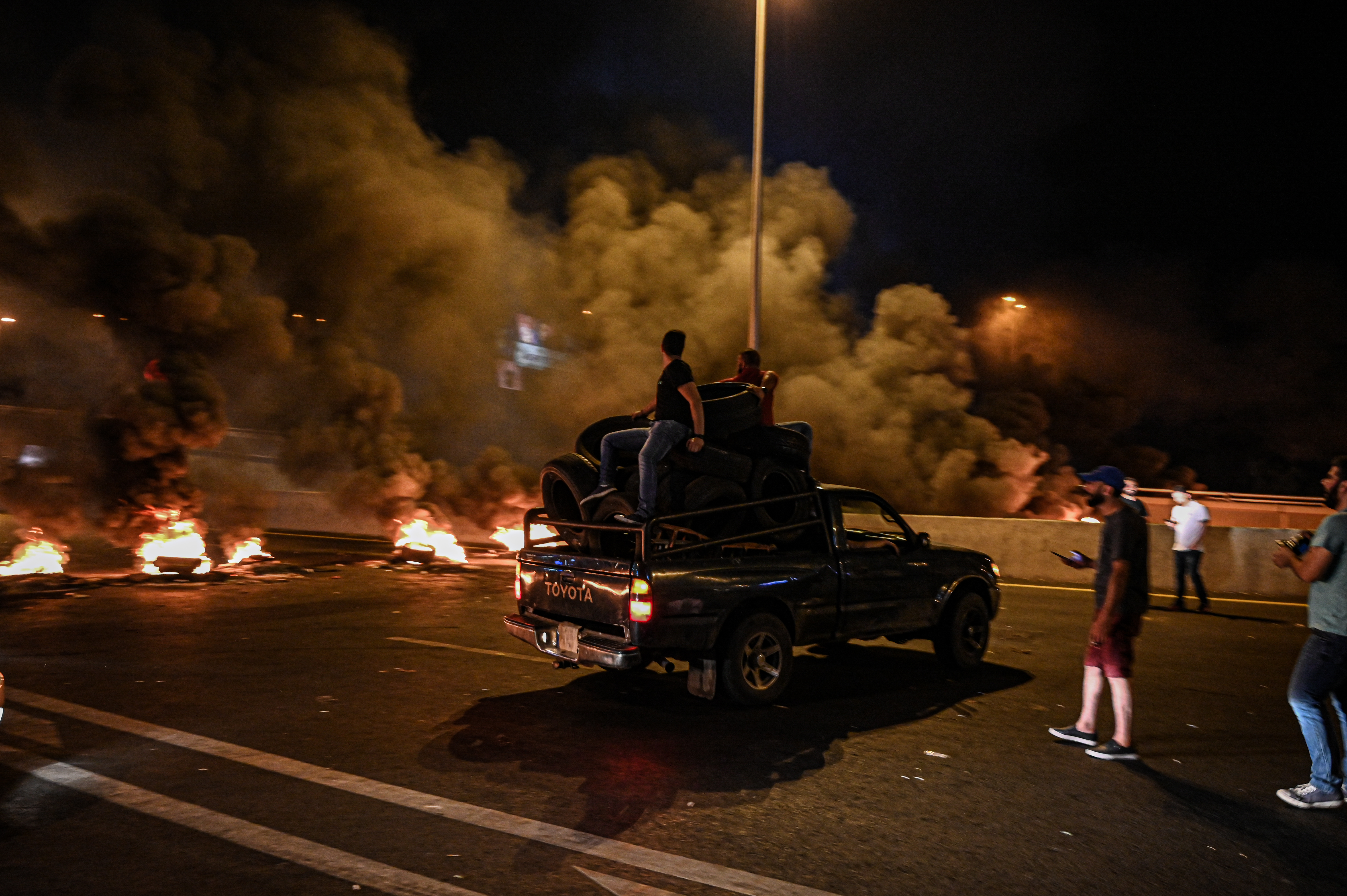

La nuit du jeudi 17 octobre 2019, une centaine de militants de la société civile ont manifesté contre les impôts proposés au centre-ville de Beyrouth, bloquant des rues très importantes reliant les deux côtés de la capitale. Le ministre de l’Éducation, Akram Chehayeb, et son convoi sont passés par là. Des manifestants ont attaqué la voiture du ministre. Les gardes du corps de ce dernier ont réagi en tirant en l’air. Si cet incident ne fait aucun blessé, il augmente néanmoins la colère des manifestants. Notons que ledit ministre appartient au Parti socialiste progressiste (PSP), dont le chef, Walid Joumblatt, a annoncé sur Twitter avoir « parlé au ministre et [lui avoir] demandé de livrer les gardes du corps à la police »,,.
Un nombre plus grand de manifestants commencent à investir à Beyrouth la place des Martyrs, la place de l’Étoile et la rue Hamra, ainsi que d’autres villes libanaises. Une réunion du Conseil des ministres a été annoncée par le président du Conseil des ministres Saad Hariri, à la demande du président Michel Aoun, pour le lendemain (18 octobre). Le ministre de l’Éducation a annoncé la fermeture des écoles et des universités pour le lendemain. Pour sa part, le ministre des Télécommunications, Mohammad Choucair, a annoncé, le 17 octobre à 23 heures, avoir abandonné l’idée de la « Taxe WhatsApp »,.

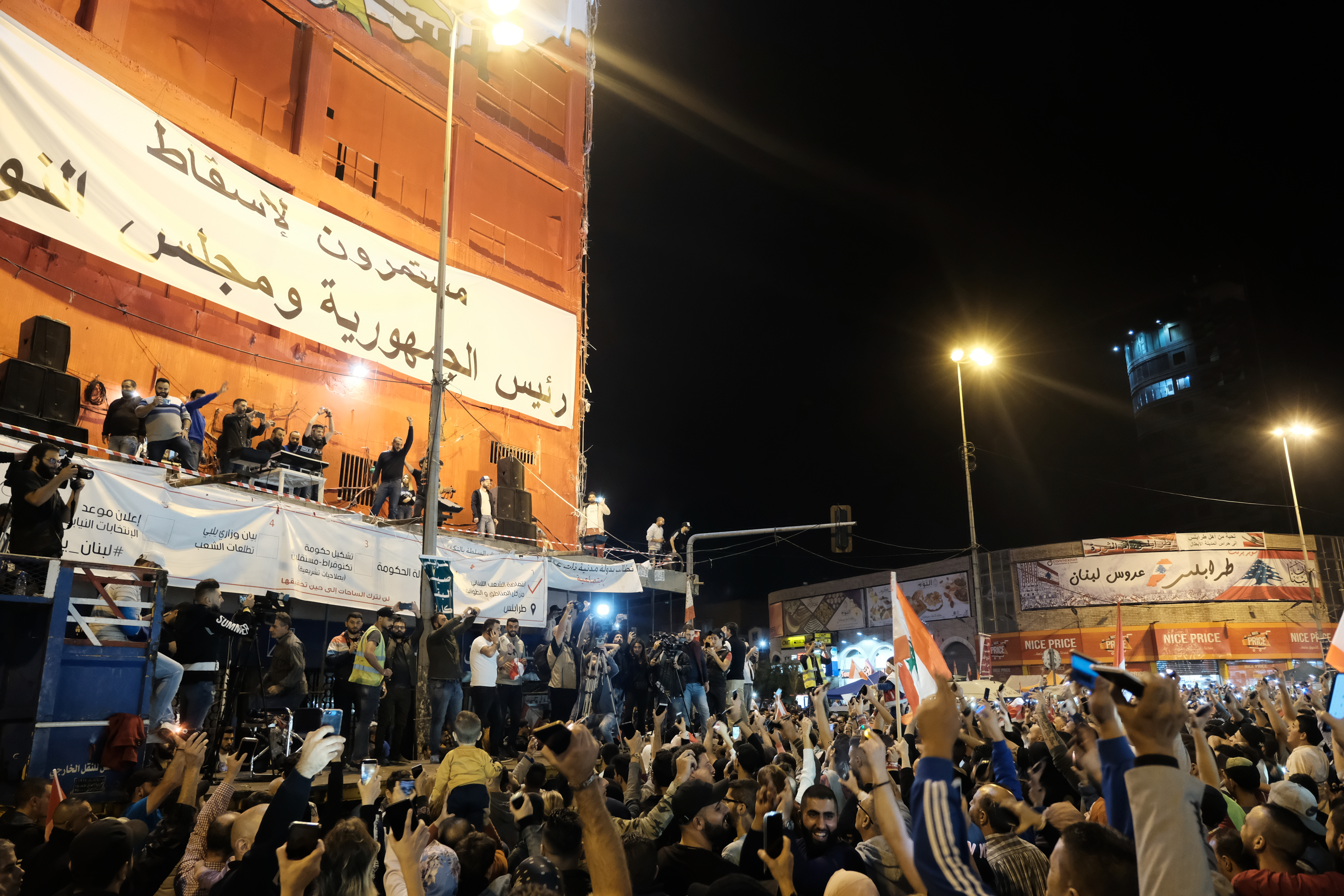
Tripoli, 2 novembre 2019.

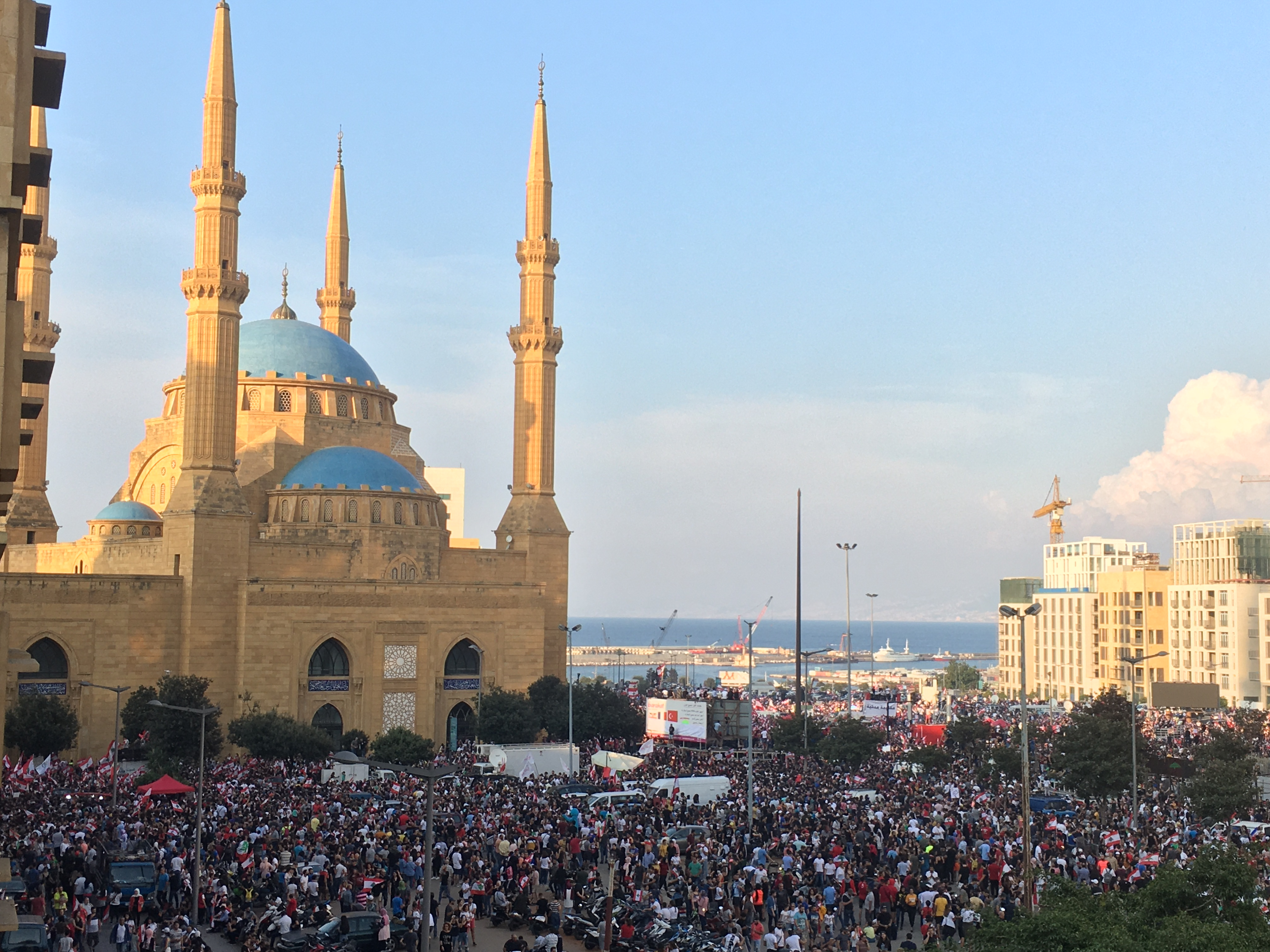
Devant la Mosquée Mohammed al-Amine à Beyrouth,20 octobre 2019.

Amnesty International relève que les armes et le matériel utilisés pour réprimer provient en partie des ventes françaises. Selon l'ONG, les forces de sécurité libanaises ont parfois utilisé ces armes de manière contraire aux usages conventionnels, tirant des grenades lacrymogènes à bout portant ou encore des balles en caoutchouc à hauteur de la poitrine, blessant gravement plusieurs manifestants[réf. souhaitée].

## Chronologie

### 18 octobre
- 01 : 29 – Les bureaux et les résidences de responsables du Hezbollah et du mouvement Amal sont pris pour cibles par des manifestants à Nabatiyé[26],[27].
- 02 : 07 – La Ligue des employés du secteur public a annoncé une grève « pour protester contre les réformes proposées »[28].
- 02 : 24 – Les bureaux du Courant patriotique libre (CPL) à Tripoli sont pris pour cible[29]
- 03 : 16 – Des gaz lacrymogènes sont jetés sur des manifestants par les Forces de Sécurité Intérieure (FSI), afin de les garder en dehors du Grand Sérail[30].
- 07 : 52 – Des axes routiers majeurs sont fermés aux quatre coins du pays par les manifestants[31],[32]
- 10 : 55 – Les ministres des Forces libanaises (FL) ont annoncé qu’ils ne participeront pas à la réunion du Conseil des Ministres prévue pour cet après-midi[33].
- 11 : 45 – Samir Geagea, leader des FL, a appelé à la démission du président du Conseil des ministres Saad Hariri[34].
- 11 : 45 – Le Conseil des ministres est annulé. Le président du Conseil des ministres s’adressera à la Nation à 18 heures[35].
- 11 : 54 – Le PSP de Walid Joumblatt appelle à un mouvement pacifique contre le président Michel Aoun[36]. Walid Joumblatt est pourtant lui-même perçu comme un partenaire majeur du système de corruption et comme l’un des emblèmes du régime confessionnel[14].
- 14 : 16 – Pierre Issa du Bloc National appelle à la formation d’un gouvernement réduit de salut national[37].
- 17 : 59 – L’ambassade américaine de Beyrouth appelle ses ressortissants à éviter de se rendre au Liban[38].
- 18 : 45 – Le président du Conseil des ministres s’adresse à la Nation. Il annonce avoir donné 72 heures à ses partenaires de coalition pour trouver une solution, sans quoi il choisira « une approche différente »[39],[40],[41].
- 20 : 09 – Des gardes du corps de l’ancien député Mishbah el Ahdab tirent sur des manifestants à Tripoli, faisant 2 morts et 4 blessés[42]. Les manifestants en colère s’en sont alors pris à ses bureaux et ont attaqué une société de transport lui appartenant[14].

### 19 octobre 2019
- 11 : 23 – Le secrétaire général du Hezbollah, Hassan Nasrallah, annonce son opposition à la hausse des impôts sur les pauvres, mais confirme également s’opposer à la démission du gouvernement[43],[44].
- 13 : 00 – Des militants du mouvement Amal auraient harcelé et tiré sur des manifestants à Tyr[45].

### Suite
Le 21 octobre, des dizaines de milliers de libanais manifestent partout dans le pays pour demander le départ d'une classe politique jugée corrompue.
Le 22 octobre, le président du Conseil des ministres Saad Hariri annonce une série de réformes et l'adoption du budget 2020. Sont prévues entre autres des mesures symboliques, d'autres sociales ou d'infrastructures. Ce plan a été en grande partie rejeté par les manifestants qui ont juré de rester dans la rue jusqu'à la démission du gouvernement actuel. Ils ont appelé à la formation d'un gouvernement technocratique composé d'un petit nombre d'experts chargés de sortir le Liban de son marasme.
Le 23 octobre, le président de la République libanaise Michel Aoun s'adresse au public pour la première fois depuis le début des manifestations. Dans son discours, Aoun a déclaré qu'il soutenait les réformes proposées visant à lever le secret bancaire et à supprimer l'immunité juridique des présidents, des ministres et des membres du Parlement, une législation qui pourrait ouvrir la voie à des enquêtes sur la corruption.
Le 26 octobre, des manifestations ont lieu à Beyrouth, à Tripoli et dans d'autres villes, où les manifestants font des sit-ins et installent des barrières pour ouvrir les routes. L'armée libanaise décide de rouvrir les axes vitaux de ces villes par la force dans la matinée. La situation se tend à Beddaoui, près de Tripoli, où des heurts entre les manifestants et les militaires provoquent 6 blessés. Le président du Conseil des ministres Saad Hariri demande une enquête sur cet incident. À Tyr, des militants du Hezbollah et d'Amal tentent de dissuader les manifestants de sortir. La mobilisation baisse dans cette zone, tandis que ces militants attaquent des manifestants qui clament des slogans hostiles à leurs chefs. La situation se calme dans la soirée, et les manifestants construisent des barricades dans les villes où l'Armée est intervenue pour continuer à bloquer les routes.
Le 27 octobre, des dizaines de milliers de manifestants parviennent à se rejoindre au bord de l'autoroute qui longe la Mer Méditerranée pour former une chaîne humaine longue de 170 km du nord au sud du pays, de Tripoli à Tyr. D'autres occupent les autoroutes avec leurs voitures garées. La diaspora libanaise organise des manifestations de soutien à Paris, Londres, Amsterdam et Lille.
Le 29 octobre, le président du Conseil des ministres Saad Hariri annonce sa démission et celle de son gouvernement. Le lendemain, les blocages des routes sont levés. Le 31 octobre, après une allocution du président Aoun, les manifestants appellent à son départ.
Le 4 novembre, les routes sont de nouveau bloquées, au lendemain de nouvelles mobilisations.
Le 7 novembre, des milliers de lycéens et d'étudiants manifestent dans tout le pays pour demander une amélioration de l'enseignement public. À Tripoli et dans plusieurs villes côtières, ils bloquent les bureaux du Ministère des Télécommunications ou de la compagnie de téléphone publique Ogero, pour empêcher les fonctionnaires d'y entrer.
Le 17 novembre 2019, l'ancien ministre des Finances Mohammad Safadi renonce à devenir président du Conseil des ministres.
En janvier 2020, face aux retards sur la formation du gouvernement d'Hassan Diab, les manifestations reprennent. Le 18 janvier 2020 ont lieu des affrontements violents entre les manifestants et la police dans le quartier du Parlement. 377 personnes ont été soignées sur place ou transportées vers des hôpitaux, selon l'AFP. De nouveaux heurts ont lieu le 19 janvier.
Après avoir été interrompues par la pandémie de Covid-19 en mars 2020, les manifestations reprennent en juin. Depuis l'automne 2019, la monnaie nationale a perdu 70 % de sa valeur et le taux de pauvreté approche les 50 %.

## Après les explosions du 4 août 2020
Le président Emmanuel Macron se rend à Beyrouth dans la journée du 6 août 2020 deux jours après les explosions au port de Beyrouth. Il rencontre des Beyrouthins en colère avant sa conférence de presse télévisée. Deux manifestations prévues dès le 4 août de grande ampleur ont lieu le 8 août 2020 à Beyrouth, pour protester contre l'incurie de la classe politique libanaise après les explosions du 4 août 2020 au port de Beyrouth qui fit au moins 158 tués et plus de 6 000 blessés, détruisant de nombreux bâtiments, tandis que l'on dénombre au moins une soixantaine de disparus. Les manifestants se dirigent aux portes du parlement pour appeler à la démission du gouvernement. Une autre partie des manifestants se dirige vers le ministère des Affaires étrangères et met le feu au bâtiment. On compte 170 blessés. Un policier trouve la mort,. Les manifestants se dirigent dans la soirée devant le ministère de l'Économie.
Sous la pression des manifestants, le Premier ministre Hassan Diab propose dans la soirée du 8 août de procéder prochainement à des élections législatives anticipées. Il remet la démission de son gouvernement le 10 août.
En janvier 2021, des manifestations ont lieu à Tripoli, après que le gouvernement de Hassan Diab a annoncé un confinement national, alors que la faim, l'inflation et le chômage augmentent, aggravant l'économie déjà en détérioration. Selon Al Jazeera English, les manifestants se sont rassemblés pour leur troisième nuit consécutive à Tripoli alors que cela s'est transformé en émeutes. La police a tiré à balles réelles pour disperser les manifestants. De nombreuses personnes ont été blessées lors des affrontements. Des protestations ont eu lieu pendant les nuits du 25 au 26 janvier, lorsque les militaires ont tiré des balles réelles, des balles en caoutchouc et des gaz lacrymogènes. Au moins 60 personnes et 10 membres des forces de sécurité ont été blessés lors des affrontements. Un manifestant est mort dans les affrontements.

## Revendications
Les protestataires réclament le départ de la classe politique dans son ensemble, députés, président, chef du gouvernement, qu'ils accusent d'être corrompus. Le président Aoun estime que le régime ne peut pas être changé dans la rue.
Pour Hassan Nasrallah, le secrétaire général du Hezbollah, la situation économique du Liban n’est pas du seul fait de l'actuel gouvernement, mais l’effet d’accumulation de plusieurs décennies. Il estime « inopportune la démission du gouvernement dans la conjoncture actuelle, car tout nouveau gouvernement reviendrait dans la même configuration ». La base sociale du parti est cependant assez fortement engagée dans les manifestations. Nasrallah estime également que les risques d'effondrement et de chaos en cas de vide prolongé du pouvoir et des institutions sont réels. Tout en reconnaissant le caractère spontané et légitime du mouvement, il dénonce une tentative de récupération politique et une ingérence étrangère.
Les formations politiques les plus à gauche du mouvement (Parti communiste libanais, mouvement Citoyens et citoyennes dans un État, Mouvement des jeunes pour le changements, Mouvement du peuple, Organisation populaire nassérienne) soutiennent l'idée d'une restructuration de la dette interne auprès des banques afin de sauver l'économie, d’alléger la dette de l’État et de réorienter une partie de son budget en faveur des classes populaires.
Dans un pays où le libéralisme économique est inscrit dans la Constitution et où les partis politiques se réclamant de la gauche ont été marginalisés dans les années 1990, la gauche libanaise semble profiter d’un contexte où, pour la première fois dans l’histoire, les considérations socio-économiques sont au moins aussi importantes que les enjeux géostratégiques. Le Parti communiste (PCL), fort d’une longue histoire et d’un ancrage sur l’ensemble du territoire, est en première ligne de la contestation, notamment dans le sud du pays où son influence est significative. Pour de nombreux observateurs, le PCL est même le principal initiateur du soulèvement dans cette région. En dépit de la pluralité des partis de gauche et de leurs divergences (relations avec la Syrie ou avec le Hezbollah notamment), ces derniers restent unis sur la question de la promotion de la justice sociale et de la lutte contre le confessionnalisme.

## Conséquences
Le projet de taxe WhatsApp est abandonné le 17 octobre.
Le 21 octobre, le Premier ministre Saad Hariri tente d'apaiser le mouvement de protestation en promettant la tenue d'élections législatives anticipées et annonce, fait inédit, que les banques du pays contribueront à la réduction du déficit budgétaire. La gauche libanaise reste néanmoins très critique à son égard, lui reprochant de maintenir son projet de privatisation totale ou partielle de la compagnie d’aviation nationale, des télécoms, du port de Beyrouth ou du Casino du Liban, tout en n'évoquant aucune perspective de redistribution sociale.
Le 29 octobre, Saad Hariri annonce sa démission et celle de son gouvernement.
Les manifestations, qui mobilisent toutes les minorités contre la classe politique et qui sont largement soutenues par l'opinion publique, permettent de faire baisser les tensions communautaires présentes au Liban. Elles permettent également aux femmes d'être plus présentes dans l'espace public libanais.
Le 8 août 2020, le Premier ministre Hassan Diab propose des élections législatives anticipées.

## Le rôle des femmes
Alors que les manifestations contre la corruption de la classe politique se poursuivent depuis le 17 octobre dernier au Liban, des milliers de femmes de tous les âges, de toutes les classes sociales et de toutes les appartenances confessionnelles ont rejoint les rangs de la contestation. C’est pour la première fois que les femmes libanaises descendent dans les rues en si grand nombre pour dire qu’elles aussi sont capables de se rebeller et que ce n’est pas uniquement une affaire d’hommes.

### Causes de la révolte féminine
Pour ces femmes, l’injustice est double parce qu’en outre des torts infligés à tout le peuple, les lois libanaises sont particulièrement discriminatoires envers les femmes. Contrairement aux hommes, elles ne peuvent toujours pas transmettre leur nationalité à leurs enfants. Et puisque ce sont les lois religieuses qui s’appliquent pour gérer les affaires matrimoniales, comme les questions d’héritage, de divorce et de mariage, les femmes sont souvent lésées,. De plus, dans les deux dernières années, les violences conjugales ont coûté la vie à 37 femmes. Et même quand elles essaient de travailler pour ne pas être économiquement et socialement dépendantes de leurs maris, elles sont victimes d’inégalité dans le travail.

### Demandes des mouvements féministes
En parallèle aux protestations qui sévissent dans le pays, les mouvements féministes ont organisé des marches et des veillées pour réclamer une loi laïque unifiée sur le statut personnel qui permettrait aux femmes de bénéficier des mêmes dispositions que les hommes, l’égalité des droits de nationalité, la protection contre la violence et la reconnaissance des femmes en tant que citoyennes égales sur tous les points de vue.

### Présence retentissante
Dès le deuxième jour du soulèvement, une vidéo a circulé dans laquelle une femme, Malak Alawiye Herz, donne un coup de pied dans l’entrejambe d’un garde de corps d’un ministre armé d’un fusil automatique, une réaction inédite dans un pays où, d'habitude, les femmes n'agissent pas. Ce geste lui a valu d’être surnommée l’icône de la révolution, la « Marianne libanaise ».
« C'est la première fois que l'on voit une jeune femme réellement employer la force physique contre un homme », confirme l'autrice franco-libanaise Sheryn Kay (mère célibataire de trois filles). « Elle incarne parfaitement l'état d'esprit des jeunes de ce pays : fini l'ordre établi, l'heure du changement est arrivé ».
Les femmes ont aussi joué le rôle de tampon en formant à plusieurs reprises une chaîne humaine pour s’interposer entre les manifestants et les forces de l’ordre. Leur rôle est crucial et permet au soulèvement de rester pacifiste.
Sur le terrain, les Libanaises sont en permanence dans l’action : elles organisent des groupes de discussions sous des auvents, des opérations de nettoyage ponctuelles pour ramasser les ordures et les débris des nuits précédentes et un soutien médical pour les blessés ; elles cuisinent et distribuent gratuitement de la nourriture aux manifestants.
Après le meurtre d’un des manifestants, Alaa Abou Fakher, le 12 novembre 2019, sa femme qui l’accompagnait aux protestations a appelé toutes les personnes à descendre dans la rue et à revendiquer leurs droits et a déclaré : « Je continuerai à protester parce que c'est ce qu'il aurait voulu ».

## Filmographie
- Salim Saab, Le cèdre d'octobre, 2020
- La Révolution naît des entrailles du chagrin, 2021
- Mai Masri, Beirut, Eye of the Storm (Beyrouth, l'oeil du cyclone), 2021